# Carlos Lamarca
Carlos Lamarca (Rio de Janeiro, 27 de outubro de 1937 – Pintada, 17 de setembro de 1971) foi um militar desertor e guerrilheiro brasileiro, um dos líderes da luta armada contra a ditadura militar instaurada no Brasil em 1964. Capitão do Exército Brasileiro, desertou em 1969, tornando-se um dos comandantes da Vanguarda Popular Revolucionária (VPR), organização da guerrilha armada de extrema-esquerda que combatia o regime.
Elevado à condição de ícone revolucionário do socialismo e da esquerda brasileira, foi condenado pelo Superior Tribunal Militar (STM) como traidor e desertor e considerado seu principal inimigo. Caçado pelas forças de segurança por todo o país, ele comandou diversos assaltos a bancos, montou um foco guerrilheiro na região do Vale do Ribeira, sul do estado de São Paulo e liderou o grupo que sequestrou o embaixador suíço Giovanni Bucher no Rio de Janeiro, em 1970, em troca da libertação de 70 presos políticos. Perseguido por mais de dois anos pelos militares, foi localizado e morto no interior da Bahia em 17 de setembro de 1971.
Em 2007, trinta e seis anos após sua morte, a Comissão de Anistia do Ministério da Justiça, sob supervisão do ministro da Justiça Tarso Genro, no governo do presidente Luiz Inácio Lula da Silva, dedicou sua sessão inaugural para promovê-lo a coronel do Exército e a reconhecer a condição de perseguidos políticos de sua viúva e filhos. Em 2015, porém, os atos da comissão que determinaram o pagamento de indenização, uma pensão equivalente ao posto de general de brigada para a viúva Maria Lamarca e a promoção ao posto de coronel, foram anulados em decisão de primeira instância, pela Justiça Federal do Rio de Janeiro.

## Carreira militar
Carlos Lamarca era filho de Antonio Lamarca Neto, carpinteiro e Gertrudes da Conceição Sperduto, dona de casa, ambos descendentes de imigrantes provenientes do sul da Itália. 
Lamarca viveu até os dezessete anos no Morro de São Carlos, no Estácio, no Rio de Janeiro, um entre sete irmãos. Fez o curso primário na Escola Canadá e o ginasial no Instituto Arcoverde. Aos 16 anos, participou de manifestações de rua durante a campanha nacionalista "O petróleo é nosso" e tinha como livro de cabeceira Guerra e Paz de Leon Tolstoi. Em 1955, ingressa na Escola Preparatória de Cadetes (EsPCEx), em Porto Alegre, e dois anos depois é transferido para a Academia Militar das Agulhas Negras (AMAN), em Resende (Rio de Janeiro), onde se forma aspirante a oficial em 1960, 46º colocado entre os 57 alunos da turma. Seu primeiro posto é no 4º Regimento de Infantaria, no distrito de Quitaúna, Osasco, São Paulo. Magro, medinto 1,70 metro, olhos escuros, desde cedo destacou-se como exímio atirador, sendo o melhor de seu regimento, representando o II Exército num torneio de tiro em Recife. No mesmo ano, ele tem seu primeiro filho, César, de seu casamento no ano anterior com Maria Pavan, sua irmã de criação.
Em 1962, integrou o Batalhão Suez, nas Forças de Paz da Organização das Nações Unidas (ONU) na Faixa de Gaza, onde serviu na 7ª Companhia sob as ordens do major Alcio Costa e Silva, filho do futuro presidente da República e de onde retornou dezoito meses mais tarde, com as primeiras ideias socialistas, graças à pobreza que testemunhou no local e ao começo da leitura de clássicos marxistas. Numa carta a amigos, afirmou que se fosse preciso entrar em combate, entraria ao lado dos árabes, impressionado com a realidade deste povo na região, que considerava cruel.  De volta ao Brasil em 1963, estava servindo à 6ª Companhia de Polícia do Exército, em Porto Alegre, quando ocorreu o golpe militar de 1964. Em dezembro do mesmo ano, ainda servindo no sul, deu fuga a um capitão brizolista que estava sob sua guarda.

Lamarca, em 1968, ainda no exército, dando treinamento de tiro para funcionárias do Bradesco.

Retornando a Quitaúna em 1965, transferido a pedido de Porto Alegre, foi promovido ao posto de capitão em 1967. Lá ele reencontra Darcy Rodrigues, um antigo companheiro, sargento do exército preso em 1964 mas que havia sido reintegrado à força. Darcy era o homem que fazia o trabalho de convencimento político no quartel e com ele Lamarca começou a tomar contato com as obras de Lenin e Mao Zedong. Até então, Lamarca não tinha qualquer militância registrada em partidos de esquerda organizados. A partir deste ano, iniciou contatos com facções que defendiam a luta armada para derrubar o governo militar e implantar um regime socialista no país. Disposto a desertar e juntar-se à guerrilha, Lamarca começou a organizar uma célula comunista dentro do 4º Regimento, que incluía o sargento, um cabo e um soldado. Em setembro de 1968, ele conseguiu encontrar-se com o líder da Ação Libertadora Nacional (ALN), Carlos Marighella, que ajudou-o a colocar sua mulher e seus filhos fora do Brasil - foram viver em Cuba - como salvaguarda da família para o que pretendia fazer. No mesmo ano, ironicamente, enquanto amadurecia suas ideias de socialismo e deserção, Lamarca atuava como instrutor de tiro para caixas de banco do Bradesco, por indicação do exército, treinando funcionárias do estabelecimento bancário para enfrentar os assaltos que então eram constantemente praticados pelas organizações de esquerda.

### Deserção e clandestinidade
Desde dezembro, logo após a instituição do Ato Institucional n.º 5 (AI-5), Lamarca mantinha contatos com Onofre Pinto, ex-sargento que com ele comandaria a VPR e responsável por diversas operações de guerrilha urbana realizadas em 1968, com a intenção de criarem um futuro foco de guerrilha rural estabelecida no estado do Pará.
O plano imediato era que Lamarca e seus companheiros de farda desertariam em 26 de janeiro, levando do 4º Regimento cerca de 560 fuzis, muita munição e dois obuses. A VPR então criaria um clima de guerra civil no país, bombardeando o Palácio dos Bandeirantes, a Academia de Polícia e o QG do II Exército, tomando também a torre de comunicação do Campo de Marte. O plano entretanto,  foi frustrado pelo acaso. Três dias antes da data marcada, o caminhão pintado com as cores do exército, que seria usado para a retirada das armas, foi descoberto numa chácara em Itapecerica da Serra, perto de São Paulo, enquanto sua pintura era terminada, porque um menino das redondezas que se acercou do local foi maltratado pelos pintores e reclamou com o pai que chamou a polícia. Três integrantes da VPR, ex-militares, foram presos, se passando por contrabandistas.
O fato acabou com o fator surpresa esperado e obrigou a ação a ser antecipada. Em 24 de janeiro de 1969, acompanhado do sargento Darcy, do cabo José Mariani e do soldado Roberto Zanirato, ele fugiu do 4º Regimento de Infantaria de Quitaúna numa Kombi, levando consigo 63 fuzis FAL, três metralhadoras leves e alguma munição, bem menos que o pretendido. Lamarca deixava as Forças Armadas e entrava na clandestinidade, na qual viveria até sua morte.

## Guerrilha
A partir daí, Lamarca passou a viver em "aparelhos" na cidade de São Paulo. Sua rotina era acordar, comer, fumar, beber café, estudar, ler livros sobre marxismo para aumentar seu conhecimento teórico e dormir. Nos primeiros meses de clandestinidade, conhece Iara Iavelberg, militante do Movimento Revolucionário Oito de Outubro (MR8), por quem se apaixona e passam a viver juntos. Sua primeira ação na luta armada acontece em 9 de maio de 1969, quando participa do assalto simultâneo a dois bancos no centro de São Paulo. Durante a operação, Lamarca mata com dois tiros o guarda civil Orlando Pinto Saraiva, quando este tentava impedir o assalto tentando atingir o sargento Darcy, companheiro de fuga de Quitaúna, na saída do banco.
A Vanguarda Popular Revolucionária (VPR), porém, passa por um momento de grande desarticulação interna após a prisão de vários de seus integrantes, e realiza um congresso clandestino para discutir suas próximas ações. Nela, Lamarca é eleito dirigente. No meio do ano, a VPR une-se ao Comando de Libertação Nacional (COLINA) e ao pequeno grupo gaúcho União Operária e formam a VAR-Palmares. Durante estes acontecimentos, ele dá uma entrevista em lugar desconhecido à revista chilena Punto Final, onde diz que aqueles "ainda são os primeiros passos do que será uma longa e dolorosa guerra", e faz uma operação plástica que lhe diminui o nariz.
A cirurgia plástica foi realizada em junho de 1969 pelo cirurgião Afrânio de Freitas Azevedo, o qual de início não sabia de quem se tratava o paciente. Afrânio era um jovem médico oriundo de Uberlândia, Minas Gerais, e na época integrava a equipe de Ivo Pitanguy, tendo um passado de militância no movimento estudantil carioca. Em razão desta cirurgia em Lamarca, o médico ficou 73 dias preso no DOI-Codi do Rio.
Em novembro de 1969, sempre escondido e trocando constantemente de refúgios junto com Iara, chora emocionado diante da televisão com o anúncio da morte de Carlos Marighella.

### O Vale do Ribeira
Depois de dez meses trancado em "aparelhos" na cidade, Lamarca deixou São Paulo em companhia de Iara e de mais 16 companheiros em direção ao Vale do Ribeira, onde o grupo pretendia fazer treinamento militar. No acampamento no meio da floresta, a intelectual Iara, psicóloga e professora de 25 anos, oriunda da classe rica paulistana convertida ao socialismo, deu aulas teóricas de marxismo aos militares e guerrilheiros do grupo. Ela retorna à cidade em algumas semanas por problemas de saúde causados pela duras condições do local - depois diagnosticado como hipotireoidismo - mas o grupo continua o treinamento até abril, quando a região é cercada pelo exército.
No fim de abril, vários integrantes da VPR são presos no Rio de Janeiro, incluindo dois do Comando Nacional, Maria do Carmo Brito e Ladislau Dowbor. Um dos presos deixa escapar que Lamarca encontra-se em algum lugar próximo do km 250 da BR-116. O local é o Vale do Ribeira, no sul do estado de São Paulo, em torno da região de Registro. Em 21 de abril, as Forças Armadas tomaram o local com 2500 homens, mais um contingente de policiais cedidos pelo governo de São Paulo, bloqueou estradas vicinais, prendeu 120 pessoas, varreu a mata com helicópteros, fechou a Rodovia Régis Bittencourt e usou um B-26 da FAB para bombardear áreas civis suspeitas de abrigarem os guerrilheiros.
Os soldados, de dez unidades diferentes, entretanto eram em sua maioria recrutas com três meses de instrução, sem preparo de tiro e vários carregando mosquetões. Os guerrilheiros eram 17, e avisado, Lamarca desmontou as bases e enfiou-se fundo na mata. Oito deles conseguiram sair da região misturados à população e dois foram presos pelos militares, incluindo o ex-sargento Darcy Rodrigues, depois de se perderem do resto do grupo ao se aproximarem demais das tropas do  governo para fazer observação. Sobraram sete para enfrentar o exército. Durante semanas, o pelotão formado por Lamarca, Ariston Lucena (de 17 anos), Yoshitane Fujimori, Edmauro Gopfert, Gilberto Faria Lima, José Araújo da Nóbrega e o ex-soldado da Brigada Militar Diógenes Sobrosa de Souza, vagou pela mata do vale.
O primeiro encontro entre os grupos se deu em 8 de maio, quando os guerrilheiros, se passando por caçadores, entraram no vilarejo de Barra do Areado querendo alugar uma camionete. A Polícia Militar (então Força Pública) foi avisada e uma barreira montada em Eldorado Paulista. Com a aproximação do caminhão, os soldados pediram aos ocupantes que descessem e mostrassem os documentos; Lamarca e seus homens desceram atirando, feriram dois soldados, dispersaram a tropa e continuaram o caminho. O confronto seguinte, na mesma noite, foi perto de Sete Barras. Cruzando com um contingente da PM, a luta é rápida e o treinamento dos guerrilheiros e sua superioridade em armamento – os fuzis FAL roubados de Quitaúna – decidiram o combate. A tropa de  policias militares, um tenente, dois sargentos, dois cabos e onze soldados, estão mortos, feridos ou aprisionados. O comandante da tropa é o tenente Alberto Mendes Júnior, de 23 anos.
Feito um acordo entre Lamarca e o tenente, a barreira policial na estrada foi aberta em troca de devolução dos feridos e prisioneiros. Mendes seguiu com os guerrilheiros no caminhão, transformado em refém. Pouco depois na estrada, um outro comboio militar foi avistado e os guerrilheiros embrenharam-se na mata. Depois de dias caminhando, toparam com uma escaramuça entre duas tropas do exército, travado por tropas do 6º Regimento de Infantaria e do Destacamento Logístico, que atiraram umas nas outras pensando ser o inimigo, resultando em dois feridos, um tenente-coronel e um soldado. Na confusão provocada, dois guerrilheiros perderam-se do grupo e acabaram aprisionados dias mais tarde. Restaram apenas cinco homens e o tenente Mendes, prisioneiro do grupo.
Com a fuga sendo retardada pela presença de Mendes – que já havia tentado capturar uma metralhadora, impedido por Lucena – e a desconfiança de que ele os tinha levado a uma emboscada – o encontro anterior com as tropas do governo – Lamarca e seus homens decidiram matar o prisioneiro. Com o aval e ordem de Lamarca, o tenente PM Mendes Junior foi assassinado por Yoshitane Fujimori a coronhadas de fuzil, porque encontravam-se receosos de que um tiro pudesse mostrar sua localização aos perseguidores. O crânio foi esfacelado a pauladas e o corpo foi deixado na mata, em cova rasa.
Os cinco continuaram pela mata enquanto a busca por eles se intensificava, acampando por vários dias sobre uma grande pedra, para protegerem-se da chuva, alimentando-se de abacaxis e bananas. Por três vezes tentaram descer a algum povoado para comprar comida e por três vezes foram denunciados. Emboscados mais uma vez por causa das denúncias, desta vez por uma patrulha sob as ordens do coronel Erasmo Dias – que não participou pessoalmente da busca – escaparam mais uma vez pela floresta.
O rompimento final do cerco se deu 41 dias depois do início do mesmo. Famintos e com os pés feridos, o grupo resolveu tentar a sorte na estrada. O mais jovem, sem ficha na polícia, Gilberto Faria Lima, faz  sinal para um ônibus da linha Sete Barras-São Miguel e vai embora sem ser incomodado. Na tarde de 31 de maio, os quatro que restaram, Lamarca, Ariston Lucena, Yoshitane e Diógenes, resolvem parar qualquer veículo que viesse pela estrada e tomá-lo. O primeiro a aparecer foi justamente um caminhão do exército, do Regimento de Obuses de Itu. Os ocupantes, cinco soldados, foram rendidos e deixados de cuecas dentro do veículo. Usando os uniformes da patrulha, o grupo seguiu nele até darem em uma última barreira perto de Taquaral. Parados por homens do exército e inquiridos para onde iam, Lucena respondeu com um simples: "É ordem do coronel". Sem maiores averiguações, a barreira foi aberta e às 22h30 da mesma noite, os guerrilheiros abandonavam o veículo na Marginal Tietê, na cidade de São Paulo, com os prisioneiros dentro, dispersando-se. Lamarca e seus homens tinha escapado da maior mobilização da história do II Exército.

### O sequestro do embaixador suíço
Depois de escapar do Ribeira, Lamarca, então o homem mais procurado do país, encontra a VPR em frangalhos graças à prisão de cerca de uma centena de militantes e simpatizantes - principalmente por causa da prisão da dirigente Maria do Carmo Brito, no Rio, e a descoberta de diversos documentos sobre a organização em seu "aparelho" na rua Visconde de Albuquerque, no Leblon - e vaga de casa em casa até ser acolhido por Devanir José de Carvalho. Em junho, enquanto as atenções do país se voltam para a Copa do Mundo do México, guerrilheiros da ALN e da VPR, comandados por Eduardo Collen Leite, o "Bacuri", sequestram no Rio o embaixador da Alemanha Ocidental, Ehrenfried von Holleben, em troca de 40 prisioneiros políticos, enviados para a Argélia. Lamarca, escondido em São Paulo, não participa, mas sua fama o leva a ser anunciado pelas autoridades como comandante do sequestro. O próximo, e último, sequestro de um diplomata durante a ditadura militar, seria, entretanto, comandado por ele.

Giovanni Bucher, sequestrado por Lamarca e pela VPR em dezembro de 1970.

Embaixador da Suíça no Brasil havia quatro anos, Giovanni Bucher seguia pontualmente, todos os dias, para a embaixada, sem carros de segurança, desprezando as recomendações da polícia federal com relação a sequestros anteriores de diplomatas no país. O sequestro ocorreu em 7 de dezembro de 1970, na rua Conde de Baependi, no bairro do Flamengo, zona sul do Rio de Janeiro, de onde ele foi levado para uma casa, ocupada pelos sequestradores, na Rua Taracatu, no subúrbio carioca de Rocha Miranda.
Durante a operação, um dos agentes federais que atuavam com segurança dentro de seu Buick azul da embaixada, Hélio Carvalho de Araújo, foi morto a tiros por Lamarca. Em troca de sua vida, a VPR exigia do governo a libertação de 70 presos políticos. Como adendo, exigiam o congelamento geral dos preços por noventa dias e a liberação das roletas nas estações de trem do Rio de Janeiro. Foi o mais alto preço pedido por um embaixador sequestrado à época.
Bucher foi vítima do mais longo sequestro político já acontecido no Brasil. O governo militar, que havia cedido rapidamente às exigências nos anteriores, desta vez resolveu endurecer e recusou-se a libertar 13 dos presos pedidos na lista enviada pela VPR. O impasse, que durou semanas, levou à decisão de eliminar Bucher, tomada pela maioria dos sequestradores e pelas bases da VPR na clandestinidade, que só não foi morto por intervenção de Lamarca, que como líder assumiu a responsabilidade de aceitar as contrapropostas do governo, salvando-lhe a vida.
No longo cativeiro, o embaixador chegou a ter permissão para tomar banho de sol no quintal e a dar uma entrevista à revista alemã Stern. Lamarca, que na casa ocupada havia meses pelo casal da VPR Tereza e Gerson foi apresentado como um "tio" hóspede, para evitar suspeitas da vizinhança, chegou a jogar futebol com os meninos da rua e a deixar o esconderijo por um dia para encontrar-se com Iara Iavelberg em Brás de Pina.
Depois de mais um mês em poder da guerrilha, onde seu senso de humor fino e ferino, estilo bonachão e proseador, fez com que tivesse um bom relacionamento pessoal com seus captores, tornando-se um grande parceiro de Carlos Lamarca no jogo de biriba, Giovanni Bucher foi libertado na manhã de 16 de janeiro de 1971, próximo à Igreja da Penha, zona norte do Rio, três dias após o embarque dos 70 presos libertados - com os 13 negados substituídos por outros - para o exílio no Chile. Em posterior interrogatório feito pelas autoridades, recusou-se a reconhecer por fotografias qualquer um de seus cinco captores - alegando que só se deixavam ser vistos de capuz, o que era mentira - no caso, Carlos Lamarca, Alfredo Sirkis (seu intérprete junto ao grupo, apesar de Bucher falar português), Tereza Ângelo, Gerson Theodoro de Oliveira e Herbert Daniel. Foi o fim do ciclo de sequestros políticos durante a ditadura militar.

## Morte
Em 22 de março de 1971, Lamarca desligou-se da VPR e ingressou no MR-8, organização de Iara. Depois de meses fechado com ela em "aparelhos" do Rio - trancado com a mulher numa casa no Largo do Machado pertencente a simpatizantes, ameaçou se matar com uma bala e explodir o esconderijo com o gás do fogão se fosse descoberto - ele foge para  a Bahia, estabelecendo-se no interior do estado para incrementar o dispositivo rural, enquanto Iara fica em Feira de Santana, antes de ser levada para Salvador por outro militante. Apresentando-se como 'Cirilo', um geólogo, chega a Buriti Cristalino, em Brotas de Macaúbas, no sertão baiano, a 590 km da capital.
Mesmo não estando mais no confinamento dos aparelhos, Lamarca vivia confinado em uma tenda, tomava banho de noite e enterrava as fezes para não deixar rastros. Começou aí a escrever cartas para Iara, onde demonstrava seu estado de ânimo, seu amor por ela e se imaginava triunfante na guerra que travava. Seu dispositivo montado em Buriti era baseado em José Campos Barreto, o Zequinha, ex-metalúrgico organizador de várias greves no ABC Paulista em 1968 e que já havia passado pela VPR e pela VAR-Palmares, antes de se ligar ao MR-8. Com ele, estavam seus pais e irmãos e um amigo professor socialista.

### Operação Pajuçara
O destino de Lamarca começa a ser traçado em 21 de agosto, quando o guerrilheiro César Benjamin, fugindo de um cerco policial em Ipanema, no Rio de Janeiro, deixa no carro que ocupava um diário de Lamarca e cartas dele para Iara, descobertas pela polícia. Cruzando os dados de topografia e vegetação descritos nelas, junto com informações conseguidas com militantes do MR-8 capturados na Bahia, os militares identificam a área de Buriti Cristalino como o provável esconderijo do ex-capitão. Um dia antes, 20 de agosto, informações extraídas de um guerrilheiro capturado em Salvador, José Carlos de Souza, permitiram aos agentes localizarem Iara Iavelberg num apartamento no bairro da Pituba, na capital. A mulher de Lamarca é morta a tiros escondida num quarto cheio de gás lacrimogênio, após a invasão do local pelas forças de segurança. A versão oficial de sua morte, suicídio, só seria desmentida mais de trinta anos depois, quando seus restos mortais foram exumados em São Paulo.
De posse das informações cruzadas, o comandante do DOI-CODI baiano e chefe da 2ª Seção do Estado-Maior da 6ª Região Militar, major Nílton Cerqueira, monta a operação para caçar Lamarca, chamada de  Pajuçara, em homenagem a uma praia de Maceió. O efetivo consiste em um total de 215 homens das três forças armadas, mais policiais federais, do DOPS e da Polícia Militar da Bahia, incluídos 18 homens do Para-Sar.
No dia 28 de agosto, os homens de Cerqueira invadem Buriti. Um dos irmãos de Zequinha, Olderico, abre fogo contra a tropa e cai ferido com um tiro no rosto. Outro irmão, Otoniel, de 20 anos, é morto a rajadas de metralhadora. O professor se suicida com um tiro na cabeça num quarto da fazenda. O patriarca, José, um lavrador de 64 anos, não está na casa no momento, mas quando chega começa a ser torturado junto com o filho ferido. Fica horas apanhando pendurado de cabeça para baixo pelos homens de Cerqueira e Fleury, que foi para a Bahia participar da captura.

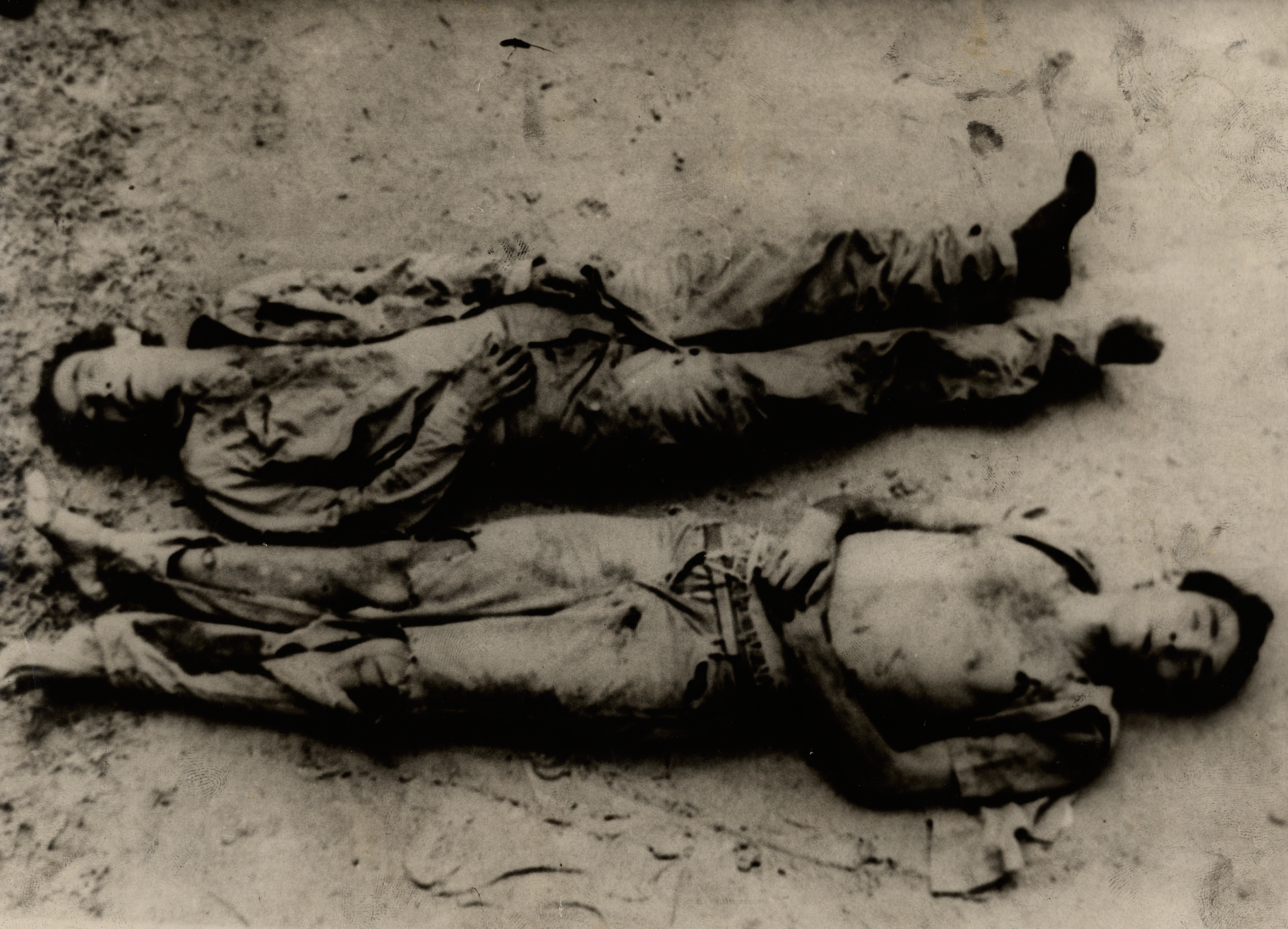
Os corpos de Lamarca e Zequinha Barreto no chão da base aérea de Salvador após a morte em Pintada, interior da Bahia.

Em Buriti, Lamarca e Zequinha escutam o tiroteio, abandonam o acampamento e saem em marcha pelo sertão, andando nove quilômetros em uma noite. Seguem pelas montanhas e descem num povoado. Denunciados, entram novamente na caatinga. Doente e desnutrido, Lamarca era carregado nas costas por Zequinha. Iam em direção a Brotas de Macaúbas, alimentando-se de rapadura e bebendo água dos tanques de gado.
Os dois fugiram por trezentos quilômetros durante vinte dias até chegarem à localidade de Pintada, um povoado no meio do nada com apenas cinquenta casas, no distrito de Ibipetum, município de Ipupiara. Um menino viu os dois homens deitados descansando sob uma baraúna e em pouco tempo a notícia chegou aos perseguidores. As três horas da tarde de 17 de setembro, os homens de Cerqueira chegaram ao local e surpreenderam a dupla. Zequinha, ouvindo o barulho de um galho estalado, avisou o chefe e tentou correr, sendo morto por uma rajada de metralhadora. Lamarca foi morto com sete tiros quando tentava se levantar. Um dos tiros atravessou-lhe o coração e os dois pulmões.
Seu corpo foi pendurado num pau e levado até uma caminhonete, de onde foi transportado a Brotas de Macaúbas e, de lá, para a base aérea de Salvador, onde os corpos foram fotografados no chão de cimento. Lamarca ainda tinha os olhos abertos.
Sepultado no Campo Santo de Salvador, em cova com número mas sem nome, sua morte foi seguida de um comunicado do diretor da Censura Federal a todos os meios de comunicação, em 22 de setembro de 1971: "Por determinação do presidente da República, qualquer publicação sobre Carlos Lamarca fica encerrada  a partir da presente data, em todo o país. Esclareço que qualquer referência favorecerá a criação do mito ou deturpação, propiciando imagem de mártir que prejudicará interesses da segurança nacional."

## Na cultura popular
Em 1980, ainda durante o governo de João Baptista Figueiredo, os jornalistas Emiliano José e Oldack Miranda escreveram Lamarca, o Capitão da Guerrilha, livro sobre a vida de Carlos Lamarca. Baseado na obra, em 1994 o cineasta Sérgio Rezende lançou o filme Lamarca, com Paulo Betti no papel do guerrilheiro. Betti voltaria a interpretar Lamarca doze anos depois, em Zuzu Angel, também de Rezende.

## Homenagens

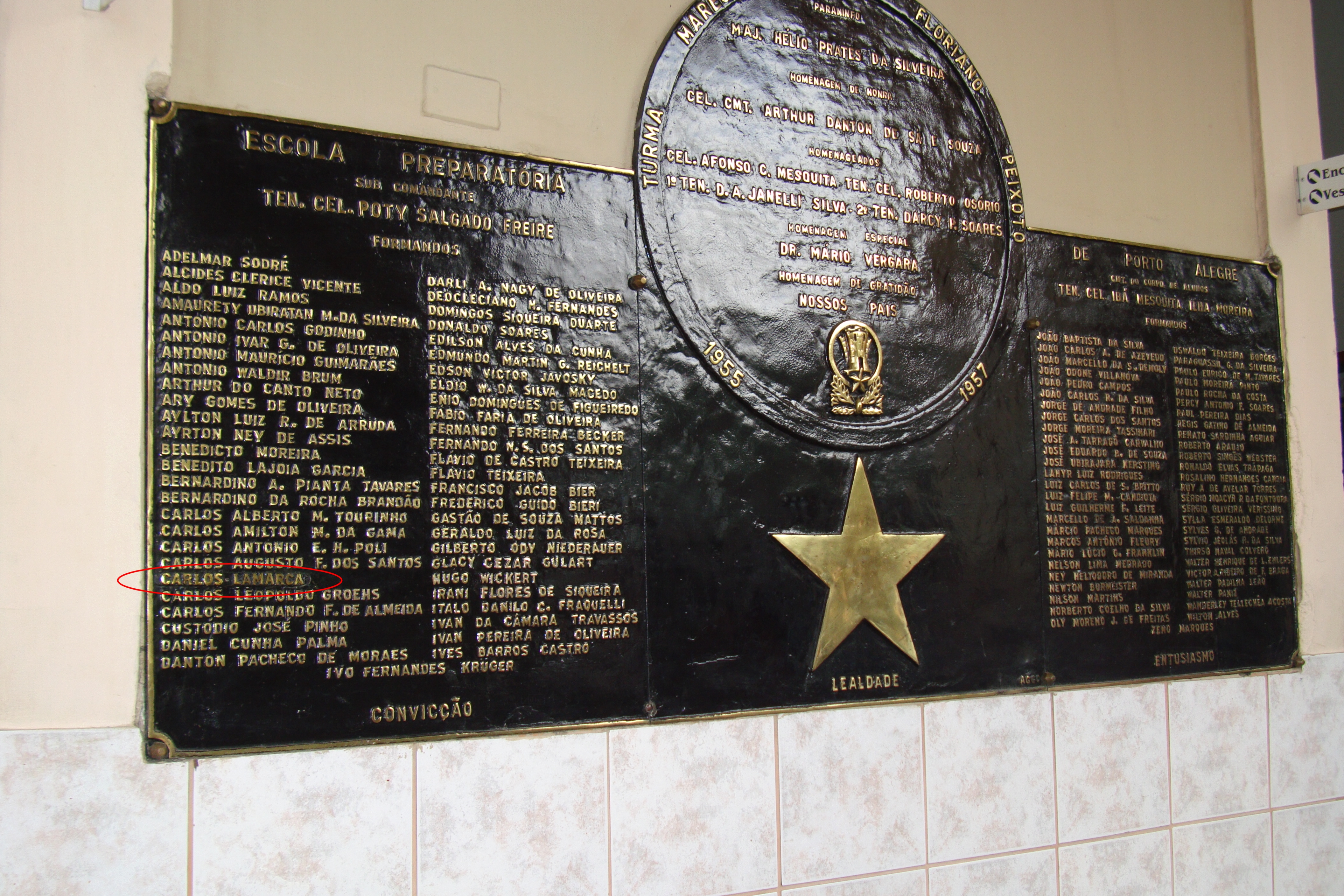
Placa da turma da Escola Preparatória de Cadetes, hoje Colégio Militar de Porto Alegre, cujo nome de Carlos Lamarca foi removido e depois restaurado (em destaque).

A prefeitura do município de Ipupiara - Bahia, construiu, na comunidade de Pintada, distrito de Ibipetum, local onde Lamarca foi morto, uma praça em sua homenagem, a qual contém uma estátua de Carlos Lamarca, anfiteatro, playground, fonte luminosa e cantina. A praça Capitão Carlos Lamarca foi inaugurada no dia 13 de janeiro de 2007. O município também homenageou Lamarca criando uma lei através da qual acrescenta no calendário dos feriados municipais o dia 17 de setembro.
Uma rua foi batizada com seu nome em São Bernardo do Campo, SP.

## Direitos post-mortem
Em 2007, a Comissão de Anistia do Ministério da Justiça concedeu a patente de coronel do exército a Carlos Lamarca, que morreu como capitão. Sua esposa, Maria Pavan Lamarca, passou a ter direito à pensão mensal equivalente ao salário de general de brigada e foi estipulada uma indenização no valor de R$ 100 mil a cada um de seus dois filhos, pelos onze anos em que foram obrigados a viver exilados em Cuba. Além disso, a família de Lamarca recebeu o status de perseguidos políticos, por haver registro de monitoramento de suas vidas nos arquivos do Serviço Nacional de Informações (SNI).
Em 2010, entretanto, acatando ação do Clube Militar, a juíza Cláudia Maria Pereira Bastos Neiva da 14ª. Vara Federal do Rio de Janeiro, suspendeu o pagamento de indenização e pensão à viúva Maria Pavan. A questão continua indefinida, aguardando pronunciamento de instâncias superiores. Segundo a juíza, "Lamarca não foi atingido por 'atos de exceção'. Sua exclusão do Exército se deu por abandono, caracterizado na época como crime de deserção".
Em outubro de 2014, o Tribunal Regional Federal (TRF) de São Paulo reconheceu o direito de Lamarca em ser promovido a coronel com proventos de general de brigada, após ação de advogados de militares que questionava decisão anterior da justiça, por considerar Lamarca um simples desertor, portanto, sem direito de ser promovido post-mortem. De forma unânime, o tribunal acolheu o argumento dos advogados de defesa da viúva de Lamarca, de que o ex-guerrilheiro não teve outra alternativa que não a da deserção, após desvio institucional da própria força à qual servia, o Exército Brasileiro, tendo portanto direito de retornar aos quadros militares após a normalização democrática do país. Porém, em 2015, a 21.ª Vara Federal do Rio de Janeiro anulou os atos da Comissão de Anistia que haviam determinado o pagamento de uma indenização para Maria Pavan Lamarca, viúva de Carlos, e para seus dois filhos, totalizando trezentos mil reais, e que haviam definido o pagamento de uma pensão equivalente ao posto de general de brigada para Maria. Além disso, o juiz determinou o ressarcimento ao erário federal dos valores já pagos à família, corrigidos, bem como a anulação da promoção póstuma.